# Cascades Hiilawe
Les cascades Hiilawe (o cascades Hi'ilawe) és una de les cascades d'aigua més altes i cabaloses de Hawaii, situades a la Big Island. L'aigua de la riera Lalakea cau des de 442 m d'altura (amb una caiguda principal de 366 m) cap a la vall de Waipiʻo.
Per sobre de les cascades, la riera Lalakea s'ha desviat per aprofitar l'aigua per a regadius, de manera que les cascades es poden assecar fins i tot durant la humida primavera del mes de març.